# Campeonato Europeu de Voleibol Masculino Sub-17
O Campeonato Europeu de Voleibol Masculino Sub-17 é uma competição organizada pela Confederação Europeia de Voleibol (CEV) que reúne a cada 2 anos as seleções infantis de voleibol da Europa, reservada a jogadores com idade inferior a 17 anos. A sua primeira edição foi realizada em 2017, na qual se sagrou campeã a seleção italiana.

## História
No ano de 2017, a CEV tornou-se a segunda confederação continental a criar uma competição para as categorias infantis (sub-16 no feminino); a primeira foi a Confederação Sul-Americana de Voleibol. A iniciativa converge com a preocupação na formação de jovens atletas, bem como o fortalecimento das categorias de base e, principalmente, o incentivo ao investimento nesse esporte por parte de países não tradicionais. Na Europa, o torneio, junto às demais categorias de base, fortalece a participação das associações zonais europeias: Associação Balcânica de Voleibol (ABV), Associação Zonal de Voleibol do Leste Europeu (EEVZA), Associação Zonal de Voleibol da Europa Central (MEVZA), Associação Zonal de Voleibol do Norte Europeu (NEVZA) e Associação Zonal de Voleibol da Europa Ocidental (WEVZA).
Em 2016, consagrando-se campeãs dos cinco campeonatos zonais, Grécia (ABV), Rússia (EEVZA), Tchéquia (MEVZA), Finlândia (NEVZA) e Itália (WEVZA) avançaram diretamente à ronda final, unindo-se à Turquia, eleita como país-sede do I Campeonato Europeu Sub-17. Já em 2017, dezesseis seleções foram divididas em cinco grupos mistos para a disputa da segunda fase, em busca das seis vagas restantes (país campeão de cada grupo e os dois melhores segundos colocados); conquistaram-nas Sérvia, Bulgária, Países Baixos, Bélgica, Espanha e Bielorrússia. Anfitriões, os turcos contentaram-se com a medalha de bronze, conquistada pelo placar mínimo sobre os búlgaros, enquanto os italianos precisaram do tie break para derrotarem os belgas pelo título.
Disputada em 2018, a primeira fase do II Campeonato Europeu Sub-17 consagrou os cinco campeões de suas respectivas associações zonais: Bulgária (BVA), Polônia (EEVZA), Tchéquia (MEVZA), Finlândia (NEVZA) e Itália (WEVZA); com a escolha de Sófia como sede da fase final, a Turquia assumiu a vaga de representante dos Bálcãs. Em 2019, já na segunda fase, a nível continental, vinte seleções foram divididas em cinco grupos em busca das seis vagas restantes, tendo-as conquistado Romênia, Bielorrússia, França, Rússia, Grécia e Portugal. Estreantes na fase final, os poloneses conquistaram a sua primeira medalha ao baterem os tchecos na disputa pelo bronze; por sua vez, os franceses, também estreantes na terceira fase, precisaram de quatro sets para garantirem a medalha de ouro sobre os anfitriões búlgaros.

## Quadro geral
| Ordem | País      | Medalha de ouro | Medalha de prata | Medalha de bronze |   |
| ----- | --------- | --------------- | ---------------- | ----------------- | - |
| 1     | Itália    | 2               | 0                | 0                 | 2 |
| 2     | França    | 1               | 0                | 0                 | 1 |
| 2     | Eslovênia | 1               | 0                | 0                 | 1 |
| 4     | Bulgária  | 0               | 2                | 0                 | 2 |
| 5     | Bélgica   | 0               | 1                | 0                 | 1 |
| 5     | Rússia    | 0               | 1                | 0                 | 1 |
| 7     | Polônia   | 0               | 0                | 2                 | 2 |
| 8     | Turquia   | 0               | 0                | 1                 | 1 |
| 8     | Espanha   | 0               | 0                | 1                 | 1 |

## MVP por edição
- 2017 –  Kaan Gürbüz[11]
- 2019 –  Nathan Canovas[12]
- 2021 –  Miha Okorn
- 2023 –  Simone Porro